# Сунцобран
Сунцобран је преносиво средство намењено заштити од сунчевих зрака, које ствара сенку и штити кожу од прекомерног излагања сунцу.

## Почетак употребе сунцобрана
Сунцобран је настао као средство за заштиту од сунца. Први историјски докази потичу из древне Месопотамије, око 2400. године пре нове ере. На споменику краља Саргона приказан је слуга који држи сунцобран изнад владареве главе, штитећи га од сунчевих зрака.

## Сунцобран у старом Египту и другим цивилизацијама
Сунцобран се затим проширио на Египат, где је постао знак моћи и високог друштвеног положаја. Фараони и племство користили су сунцобране током поворки и путовања како би се заштитили од јаког сунца.
Слична пракса постојала је у Асирији, Индији и другим топлим крајевима. Сунцобран је био привилегија племића и краљевских породица, а истовремено и практично средство за заштиту од сунца.

## Сунцобран у Римском царству
У Римском царству постојао је „умбрацулум“ — лаган и преносив сунцобран направљен од тканине и дрвеног оквира. За разлику од источних цивилизација, у Риму је сунцобран био доступнији широј популацији, нарочито женама, као заштита од сунца током шетњи.

## Развој сунцобрана у Кини
Кина је заслужна за развој модерног сунцобрана. Први сунцобрани тамо су прављени од свиле и намашћеног папира и служили су као заштита од сунца, али и као статусни симбол. Цареви су имали сунцобране у одређеним бојама, док су обични људи користили једноставније моделе.

## Симбол женствености и моде
У старој Грчкој и Риму сунцобран је био познат, али су га углавном користиле жене, јер је за мушкарце био сматран знаком женствености. Током векова сунцобран је постао део моде — прво једноставан, касније украшен чипком, тканином, свилом и изрезбареним дршкама.

## Сунцобран и идеал лепоте
Кроз историју, жене су настојале да очувају блед тен, који је био симбол лепоте и префињености. Уз сунцобран, носиле су чипкане рукавице како би им кожа била бела и негована. Сунцобран је био неопходан детаљ за даме које су желеле да остану заштићене од сунца и уједно изгледају елегантно.

## Сунцобран данас
Данас сунцобране сви користимо, најчешће на плажама, у баштама и на улици, како бисмо се заштитили од сунчевог зрачења. Иако су се материјали и облици мењали, основна сврха сунцобрана остала је иста — заштита од сунца.